# Walk the Moon
Walk the Moon (estilizado como WALK THE MOON) es una banda de rock estadounidense con sede en Cincinnati, Ohio.  
La banda es reconocida por las canciones «Anna Sun», «Shut Up and Dance» y «One Foot». El nombre la banda deriva de la canción "Walking on the Moon" de The Police.

## Historia
El cantante Nicholas Petricca comenzó la banda en 2008 y pasó por varios cambios de integrantes antes de finalmente reunirse con los miembros actuales, Sean Waugaman, y Eli Maiman, en el año 2010. El grupo lanzó de manera independiente su primer álbum,  I Want! I Want! , en noviembre de 2010, recibiendo cobertura radiofónica de la pista "Anna Sun" en varias estaciones de radio alternativas.
En febrero de 2011 la banda firmó con Mick Management. Firmaron con RCA Records y lanzaron en junio de 2012 su primer álbum de estudio homónimo Walk the Moon, su segundo álbum en general. Está compuesto por muchos de sus temas originales de  I Want! I Want! , así como nuevas canciones que fueron escritas específicamente para el álbum y estaban destinadas a reflejar la clase de energía de la banda producida en sus shows en vivo.
En diciembre de 2014, la banda lanzó su tercer álbum de estudio Talking Is Hard. Este álbum incluye su mayor éxito hasta la fecha, "Shut Up and Dance", que hasta el momento ha alcanzado la posición número 4 en el conteo estadounidense "Billboard Hot 100" y se ubicó en la posición número 1 en las listas "Rock Songs" y "Alternative Songs" de Billboard.

## Miembros

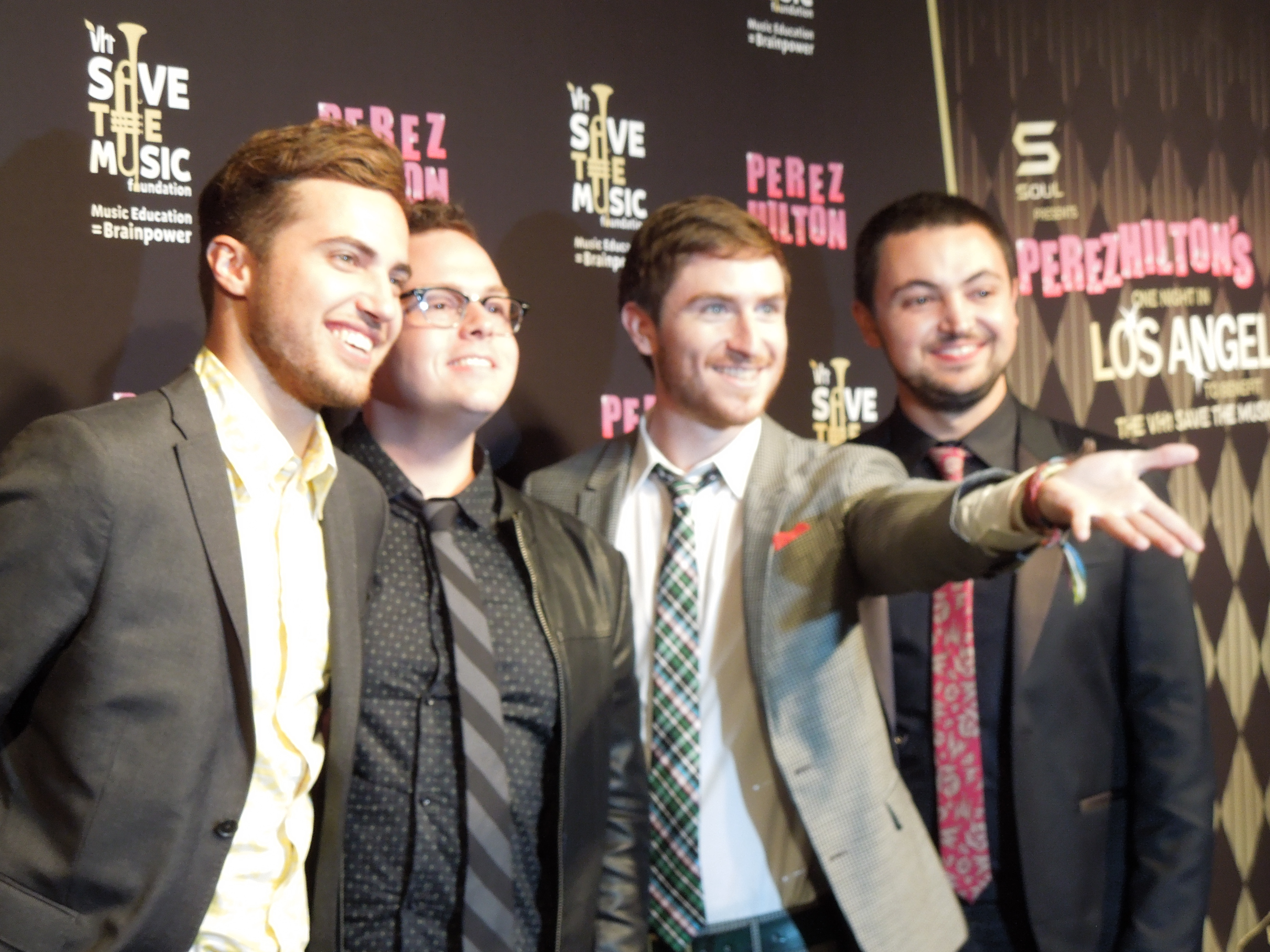
De izquierda a derecha, la formación hasta 2020: Kevin Ray (exintegrante), Sean Waugaman, Nicholas Petricca, Eli Maiman

- Nicholas Petricca: voz principal, teclados, bajo, sintetizador
- Eli Maiman: guitarra, voces, ocasionalmente bajo
- Sean Waugaman: tambores, voces

## Discografía

### Álbumes
| Año  | Álbum           | Posiciones en listas | Notas |
| Año  | Álbum           | US                   | Notas |
| ---- | --------------- | -------------------- | ----- |
| 2010 | I Want! I Want! | —                    |       |
| 2012 | Walk the Moon   | 36                   |       |
| 2014 | Talking Is Hard | 16                   |       |
| 2017 | What If Nothing |                      |       |

### Extended plays
- 2008: The Anthem EP
- 2012: Anna Sun
- 2012: iTunes Festival: London 2012
- 2013: Tightrope EP

### Recopilaciones
- 2009: The Other Side: B-Sides and Rarities

### Sencillos
| Título                                                                               | Año  | Posiciones en listas | Posiciones en listas | Posiciones en listas | Posiciones en listas | Posiciones en listas | Certificaciones                                  | Álbum           |
| Título                                                                               | Año  | USA                  | USA Alt              | US Rock              | CAN Alt              | NZ                   | Certificaciones                                  | Álbum           |
| ------------------------------------------------------------------------------------ | ---- | -------------------- | -------------------- | -------------------- | -------------------- | -------------------- | ------------------------------------------------ | --------------- |
| "Anna Sun"                                                                           | 2012 | 118                  | 10                   | 20                   | 39                   | —                    |                                                  | Walk the Moon   |
| "Tightrope"                                                                          | 2012 | —                    | 15                   | 27                   | 45                   | —                    |                                                  | Walk the Moon   |
| "Shut Up and Dance"                                                                  | 2014 | 4                    | 1                    | 1                    | 1                    | 13                   | - RIAA: Platino - MC: Oro - RMNZ: Oro - GLF: Oro | Talking Is Hard |
| "—" indica una grabación que no entró en la lista o no fue lanzado en ese territorio |      |                      |                      |                      |                      |                      |                                                  |                 |